# 住民基本台帳カード
住民基本台帳カード（じゅうみんきほんだいちょうカード）は、2003年（平成15年）8月25日に制度が開始され2015年（平成27年）12月31日まで市町村・特別区が発行していた、個人の住所、氏名、生年月日、性別、住民票コード等が記録されたICチップが埋め込まれたプラスチックカード（ICカード）である。略称は、住基カード（じゅうきカード）。
住民基本台帳ネットワークシステムの第2次サービスの一つであり、主に運転免許証を所持しないが「顔写真付き身分証明書」が欲しい希望者へ発行された。顔写真付き又は顔写真無しが選択可能であった。顔写真付きものは身分証明書としても利用可能である。マイナンバーカード（個人番号カード）の交付開始に伴い、2015年（平成27年）12月31日限りで発行を終了したが、既に発行されたカードは、券面有効期限（発行から10年間）若しくはマイナンバーカード交付申請時まで利用可能である。

## 概要
住民基本台帳カードは住民からの申請により、住所地の市区町村長が交付する。
住民基本台帳カードの交付は、2003年（平成15年）8月25日に開始された。2014年（平成26年）3月31日現在の累計交付枚数は、8,335,115枚（総務省公表値）である。
ICカードには、写真なしのタイプ（Aタイプ）と、証明写真のあるタイプ（Bタイプ）があり、発行時に選択できた。顔写真のある「Bタイプ」は、個人の身分証明書としても利用される。
カードを利用することで、住民基本台帳ネットワークシステムと連動した転入出手続きの簡素化や、インターネット経由での電子申請に使う電子証明書の格納が可能となる。そのための機能として、カードのICチップ内には住基アプリケーションと公的個人認証アプリケーションが事前登録されている。
また2009年（平成21年）4月20日以降発行のカードには券面事項確認アプリケーションが搭載され、氏名や生年月日など券面に記載された事項を電子的に確認できるようになっている。この他、空エリアに様々なアプリケーションをインストールすることができるように設計されており、市町村による独自サービスなどに利用されている。
交付に要する手数料は、おおむね500円となっていたが、1000円程度などそれ以外の手数料額であったり、無料としている市区町村もあった。有効期限は日本国籍者住民の場合、発行後10年（但し申請から交付まで最高で2週間要する）である。
当初は、発行した市区町村から転出すると無効となり、カードを交付元の市町村長に返納・転居先の市町村に改めて交付申請する必要があった。法改正により、2012年（平成24年）7月9日から発行した市区町村外へ転出しても、転入地市区町村長に旧住所地の住基カードを提出し、住基カードの裏面に新住所を記載してもらうことで、継続した使用が可能となった。
2016年（平成28年）1月1日にマイナンバー制度が導入され、同様に身分証明書として使用できるマイナンバーカード（個人番号カード）の発行が開始されたことから、新規発行（紛失・有効期限切れ等による再発行も含む）は2015年（平成27年）12月31日で終了した。既に交付されているカードはマイナンバーカードに切り替えない限り、発行日から10年の期限切れ（最長で2025年12月31日）まで有効。

## 利用可能なサービス
- 転入出手続きの簡素化
  - 市区町村外に住所を異動するとき住民基本台帳カードが無い場合は転出元市区町村窓口に転出届を提出して転出証明書を受け取り、さらに転入先市区町村窓口にその転出証明書と共に転入届を提出する必要がある。住民基本台帳カードがある場合は転出証明書が不要となるので、あらかじめ郵送で付記転出届を出しておけば、転入先の市区町村窓口に出向くのみで済む。
- 本人確認情報の検索
- 公的個人認証サービスの鍵と電子証明書の格納
  - 2004年（平成16年）1月29日開始。カード内に鍵ペア（公開鍵・秘密鍵）と電子証明書（公開鍵証明書）を格納することができる。行政機関等に申請・届出を行う際の書類に電子署名を生成、添付する。これにより、e-Taxなどインターネット経由での電子申請が可能になる。
- 券面事項確認アプリケーションを利用した本人確認・年齢確認[6][7]（2009年（平成21年）4月20日以降発行の写真付き住民基本台帳カードの場合）
- それぞれの市町村で定めるサービス（印鑑登録証、図書館カードなど）
  - コンビニエンスストアのキオスク端末による住民票の写し・印鑑登録証明書の交付サービス（コンビニ交付）[8]が2010年（平成22年）2月2日から東京都渋谷区、三鷹市、千葉県市川市で開始された[9][10][11]。同年4月6日からは福島県相馬市[12][13]、10月1日からは千葉県松戸市[14]、11月1日からは滋賀県愛荘町[15]、2011年（平成23年）1月4日からは福島県須賀川市[16]でもサービスを開始。戸籍関係証明書は2012年（平成24年）1月11日から愛荘町と奈良県生駒市で、税関係証明書は同年2月1日から三鷹市で提供開始。コンビニ交付のサービス提供市区町村は2015年（平成27年）2月2日現在で97市区町村[17]となっている。また、取扱い店舗は当初セブン-イレブンの7店舗であったがその後順次拡大され、2010年（平成22年）5月31日以降はこれら市区町村の住民はサービス登録した住民基本台帳カードを利用して全国のセブン-イレブンの店舗のキオスク端末でサービスが受けられるようになった[18]。2013年（平成25年）4月4日からはローソン、5月27日からはサークルKサンクス、9月2日からはファミリーマート、2014年（平成26年）4月24日からはAコープ北東北、9月1日からはセイコーマート、イオンリテール、2015年（平成27年）2月2日からは国分グローサーズチェーン（コミュニティ・ストア）の店舗でもサービスが開始された[19]。
- 図書館利用カードとしては岐阜県高山市の高山市図書館が2008年（平成20年）7月に導入したのが最初である[20]。

## 外観・券面

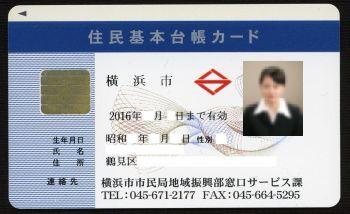
住民基本台帳カード（Bバージョン。様式第二）。11桁の住民票コードはカード面上には記載されず、ICチップ内に記録される。また、中央部の氏名等の背景にある幾何学的模様は偽造変造防止用に印刷されたもの。

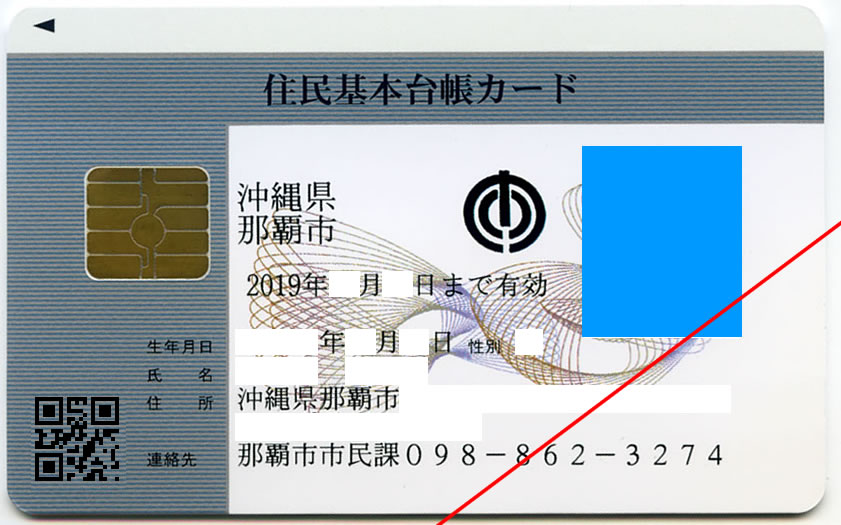
QRコード付新住民基本台帳カード。QRコード内には年齢確認用情報が入力される（写真上のカードは意図的にdummyが書き込まれている）。

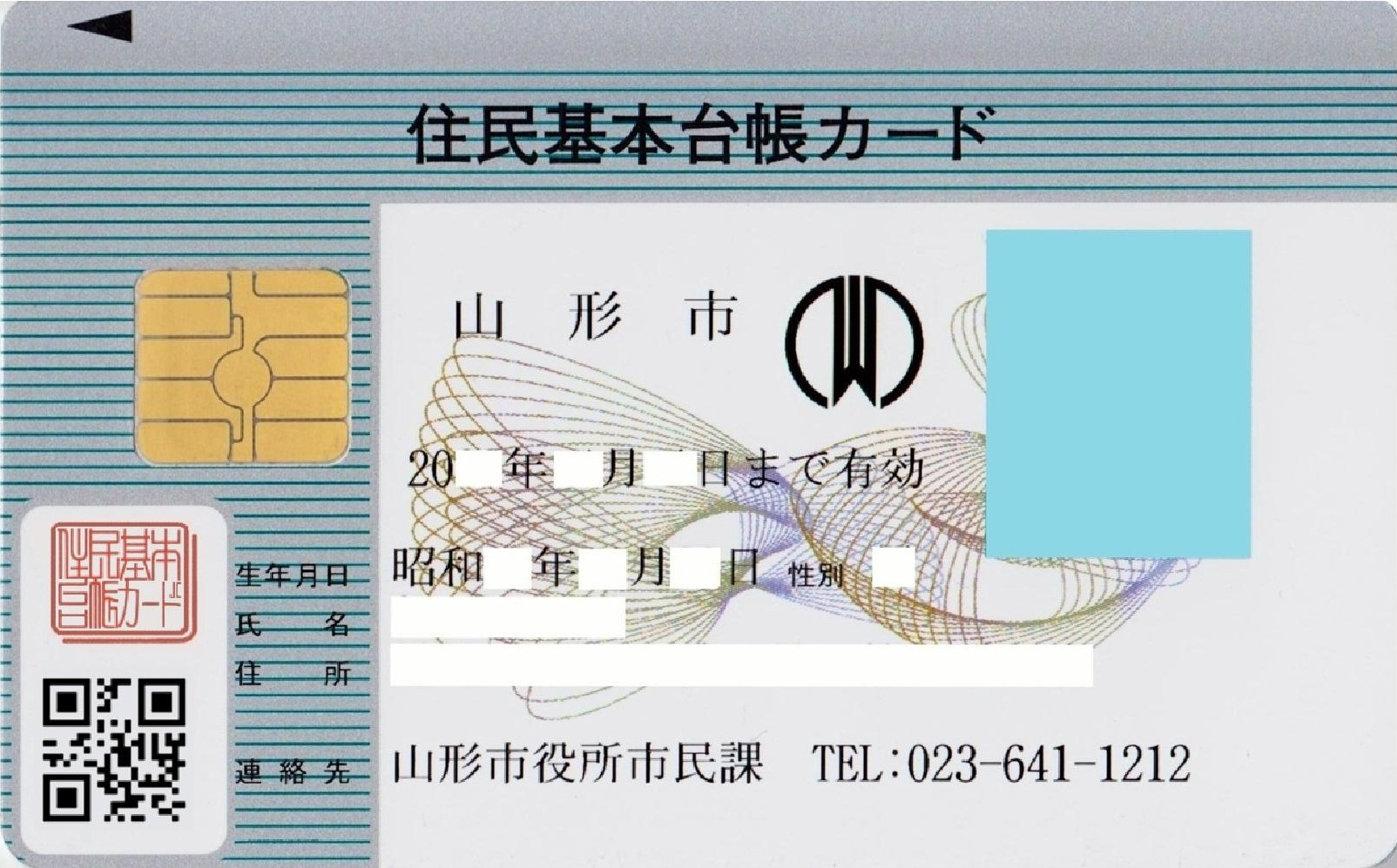
共通ロゴマーク入り新住民基本台帳カード。QRコードの上に印刷されている朱色のマークが共通ロゴマーク（写真ではデザインの一部を意図的に加工してある）。

有効期限が通常10年間のため、元号が変わった際も使用できるよう、日本の公的機関の身分証明書としては珍しく、有効期限が日本国旅券同様、西暦で表記されている。ただし、戸籍上の生年月日は元号で表記されているため、生年月日は元号で表記されている（外国人住民の場合は西暦表記）。
- 大きさ：85.60mm×53.98mm（ISO/IEC 7810）
- カードの表面の記載内容
  - Aバージョン（様式第一）：氏名、有効期限、交付地市区町村名。
  - Bバージョン（様式第二）：氏名、有効期限、交付地市区町村名、住所、生年月日、性別、証明写真。

カード表面に関しては、記載内容は決まっているものの、各自治体によりデザインは異なる。なおカードには、券面の偽造等を防止するための対策を講ずることが定められており（総務省告示の技術的基準）、2005年（平成17年）2月21日発行分（=券面の有効期限の記載が2015年（平成27年）2月20日以降の住民基本台帳カード）から、Aバージョン・Bバージョン共に、偽造変造防止のための幾何学的模様を原則として入れることになった。
2009年（平成21年）4月20日以降に発行される住民基本台帳カード（=日本人住民の場合、券面の有効期限の記載が2019年（平成31年）4月19日以降の住民基本台帳カード）には、以下の内容が追加される。なお、共通ロゴマークの印刷開始時期は市区町村により異なる。
- 券面の内容がICチップの中にも記録されたカード（ICチップ内の情報と券面とを照合することで偽造変造されたものでないことなどが判別できる）であることが外見上分かるように、券面の左下にQRコードが印刷される。
- 偽造防止措置が施された、篆書証明印風の共通ロゴマークがQRコードの上部に印刷される。

カードの裏面にはサインパネルがあり、引っ越した場合や氏名が変更になった場合に、新しい事項を記載するために使用する。

## チップ内情報
- 住基アプリケーションが使用する領域（基本利用領域）に記録されるもの
  - 住民票コード（11桁） - 本人確認情報の検索のため
  - 暗証番号（数字4桁） - 本人確認のため
- 券面事項確認アプリケーションが使用する領域（券面事項確認領域）に記録されるもの
  - 券面事項に関する情報（Bバージョンの住民基本台帳カードの場合、券面の氏名、有効期限、住所、生年月日、性別、写真に関する情報）
- その他、カードのセキュリティー管理に関する情報が記録されている
  - 認証用鍵 - 偽造カードの防止のため
  - 輸送鍵 - カード発行時の盗用防止のため
  - 公的個人認証サービス - e-Taxなど電子証明書を利用する者のみ搭載。

## 仕様
カード仕様は財団法人地方自治情報センター（LASDEC）が管理していた「住民基本台帳カード仕様書（TypeI）」と「住民基本台帳カード仕様書（TypeII）」の2種類がある。仕様書は申請した者のみに開示され一般には概要のみが公開されている。
- ISO/IEC14443 TypeBに準拠した非接触ICカード（コンビ型も可）
- メモリ 32キロバイト以上
- 暗号 RSA（1024bit）、トリプルDES
- 耐タンパー機能（解析のための分解に備えた対策）があること

等
TypeBを採用した主な理由と一説には、このTypeBは主に米国モトローラ社の開発した仕様であり、かつて日本のJR東日本の鉄道用の非接触式ICカードではモトローラ社の規格が国際規格化見込みのために採用される可能性があったが、しかし当時JRの主要株主だった日本政府が自国のソニー系規格Felicaを採用したためモトローラから日本政府およびJRがWTO協定の政府調達協定違反だと訴えられた経緯が背景にあるとも考えられている。

### インタフェースと対応リーダライタについて
一般にICカードの情報の読み書き方式には接触型（カード券面に露出した金属端子に接触するかたちで読み書きを行うもの）と非接触型（カード内のアンテナを介して無線で読み書きを行うもの）の2種類があるが、住民基本台帳カードの場合は、カード券面に金属端子がないものは非接触型（ISO/IEC14443 TypeB）のみに対応し、カード券面に金属端子があるものはコンビ型と呼ばれ非接触と接触型（ISO/IEC 7816）の両方に対応する。非接触型のみかコンビ型か、いずれを採用するかは市区町村により異なる。住民基本台帳カードの読み書きに関連して、公的個人認証サービスに対応したICカードリーダライタの市区町村ごとの情報が公的個人認証サービス都道府県協議会のポータルサイトで確認できる。

### ISO/IEC15408について
総務省告示の技術的基準には次のように記されている
- 第2 住民基本台帳カードのセキュリティ対策等
  - 3 国際標準化機構及び国際電気標準会議の規格第15408の認証
    - 住民基本台帳カードは、国際標準化機構及び国際電気標準会議の規格第15408の認証を受けたカードを用いること。
      - ただし、当分の間は、国際標準化機構及び国際電気標準会議の規格第15408の評価を受け合格した設計書に基づいて作成されたカードを用いることができるものであること。

したがって、当分の間は設計書の確認のみでカード自体は評価を受けていないものが使用される可能性がある。

### 仕様関連文書
- 「住民基本台帳法施行規則別記様式第1、様式第2、別紙図形」 平成21年3月25日改正（平成21年4月20日施行）新旧対照表 (PDF)  - 総務省令
- 「住民基本台帳カードに関する技術的基準」 平成15年5月27日 (PDF)  - 総務省告示
- 「住民基本台帳カードに関する技術的基準」 平成21年3月25日改正（平成21年4月20日施行）新旧対照表 (PDF)  - 総務省告示
- 「公的分野における連携ICカード技術仕様（改定）」 平成16年3月12日 (PDF)  - 官邸
- 「連携ICカード券面の偽造防止技術ハンドブック」 平成14年7月20日 (PDF)  - 国立印刷局（財務省印刷局）
- 「近接型通信インタフェース実装規約書 2.0版」 平成16年3月 (PDF)  - ニューメディア開発協会
- 「住民基本台帳カード調達仕様書（案）」 (PDF)  - ニューメディア開発協会

## 沿革

### 住民基本台帳カードの展開
- 2003年（平成15年）8月25日 配布開始。
- 2004年（平成16年）
  - 1月29日 公的個人認証サービスのための鍵の格納が開始される。
  - 3月末 同日現在の交付枚数は251,551枚、住民基本台帳人口当たり普及率は0.2%（総務省は交付開始前、初年度（2003年度）の交付枚数を約300万枚と予測していたが同年12月には84万枚程度と予測を下方修正していた）。
  - 10月6日 大日本印刷が製造し日立が納入したカードに不具合が見つかり、交換を行うことが発表された。地方公共団体に約18万6000枚納入されており、約3万枚のカードが交付済みと推定されている。
- 2005年（平成17年）3月末 同日現在の交付枚数は544,708枚、住民基本台帳人口当たり普及率は0.4%。
- 2006年（平成18年）
  - 1月20日 東芝が製造したカードに搭載されているソフトウェア（公的個人認証用）に不具合が見つかり、256回に1回の確率で正しい署名が生成されないことが判明した。7市町村、約8200枚が対象となる。
  - 3月17日 「住民基本台帳カードの利活用手法等に関する検討会報告書」が公表される[24][25]。
  - 3月末 同日現在の交付枚数は914,755枚、住民基本台帳人口当たり普及率は0.7%。
- 2007年（平成19年）
  - 3月8日 NTTコミュニケーションズが納入したカードに搭載されているソフトウェア（公的個人認証用）に不具合が見つかり、3万2769回に1回（約215回に1回）の確率で認証に失敗することが判明した。718市町村、9万2000枚のカードが対象となる[注 4]。
  - 3月末 同日現在の交付枚数は1,413,770枚、住民基本台帳人口当たりの普及率は1.1%[3][26]。
- 2008年（平成20年）3月末 同日現在の交付枚数は2,339,949枚、住民基本台帳人口当たりの普及率は1.8%[3][27]。
- 2009年（平成21年）3月末 同日現在の交付枚数は3,398,119枚、住民基本台帳人口当たりの普及率は2.7%[3][28]。
- 2010年（平成22年）3月末 同日現在の交付枚数は4,447,000枚、住民基本台帳人口当たりの普及率は3.5%[3][29]。
- 2011年（平成23年）3月末 同日現在の交付枚数は5,589,507枚[3]。
- 2012年（平成24年）
  - 3月末 同日現在の交付枚数は6,556,036枚[3]。
  - 7月9日 住基カードを発行した市区町村外へ転出しても引き続き利用可能となる。
- 2013年（平成25年）
  - 3月末 同日現在の交付枚数は7,444,412枚[3]。
  - 7月8日 日本国籍が無くても住基カードを取得可能となる[30]。住基カードの取得には住民票が必要であるが、2009年（平成21年）の住民基本台帳法の改正により、2012年（平成24年）7月9日から、観光などの短期滞在者等を除いた、適法に3カ月を超えて日本に在留する外国人であって住所を有する者については住民票が作成されることになったため[30]。
- 2014年（平成26年）3月末 同日現在の交付枚数は8,335,115枚[3]。
- 2015年（平成27年）12月31日 新規発行、再発行、更新を打ち切り[31]。

### 不正利用等と対策
- 2003年（平成15年）
  - 9月16日 - 佐賀県鳥栖市にて、他人に成りすまして住民基本台帳カードを不正取得。2004年（平成16年）2月2日に忘れ物で発覚（2月5日報道）。
  - 11月 - 福島県相馬市にて、他人名義で住民基本台帳カードを不正取得。金融機関から融資を受ける。2004年（平成16年）3月1日に逮捕されて報道。6月に実刑判決。
- 2004年（平成16年）
  - 3月8日 - 住民基本台帳法施行規則・事務処理要領の改正（本人確認の厳格化）。
  - 3月末 券面を改竄した住民基本台帳カード（東京都新宿区が1月末に交付）を使って、携帯電話を購入しようとした事件が発生。7月下旬に告発。10月10日に報道。氏名と生年月日を書き換えていた。
  - 5月3日 - 券面を改竄した住民基本台帳カード（佐賀県伊万里市が3月に交付）を使って、携帯電話を購入。9月27日に逮捕されて報道。氏名、住所、生年月日を書き換えていた。
  - 7月12日 - 福島県原町市にて、他人名義で住民基本台帳カードを不正取得。9月に発覚（10月8日に報道）。
- 2005年（平成17年）
  - 2月21日 - 券面改竄防止のため、同日以降発行の住民基本台帳カードにはA・B両バージョンともに幾何学的模様を入れることになった。
  - 12月15日 東京都渋谷区にて、拾った健康保険証を使って、住民基本台帳カードを不正取得。2006年（平成18年）7月報道。
- 2006年（平成18年）4月 - 東京都足立区にて、他人の身分証明書を使って住民基本台帳カードを不正取得。2006年（平成18年）10月逮捕。
- 2007年（平成19年）5月 - 愛知県名古屋市東区にて、顔写真を偽造した住民基本台帳カードを提示して携帯電話2台を購入。2008年（平成20年）1月に逮捕。
- 2008年（平成20年）
  - 1月6日 - 2007年度（平成19年度）に、偽造カードの使用による携帯電話の不正取得や銀行口座開設などの犯罪が、少なくとも16都府県27自治体で50件判明していることが報道された。2006年度（平成18年度）には、7件確認されていた。他の種類のカードに比べて、偽造カードを作り易いとの指摘も有り、報道によれば総務省では、その対策として真偽を判別するソフトウェアを開発し、金融機関や携帯電話会社に配布しているとのこと。
  - 5月1日 - 改正住民基本台帳法施行。住民基本台帳カードの不正取得は、30万円以下の罰金に処せられることとなった。
- 2009年（平成21年）4月20日 - 券面の内容をICチップ内にも記録したカード（目印として券面左下にQRコードを印刷）の発行開始。ICチップ内の情報を券面と照合することで、偽造変造されたものでないことが判別可能[32]。また、同日以降発行される住民基本台帳カードには順次、QRコードの上部に偽造防止措置がされた共通ロゴマークも印刷されるようになる[注 3]。
- 2010年（平成22年）
  - 11月26日 - 住民基本台帳事務処理要領の改正（2011年（平成23年）1月1日から実施）。偽造運転免許証を使用した、住民基本台帳カードの不正取得事件の発生等を踏まえ、ICカード運転免許証のチップ内情報の確認など、住民基本台帳カード交付時の本人確認の徹底等を通知[33]。
  - 12月27日 - 養子縁組を偽装して住民基本台帳カードを不正取得し、携帯電話取得や銀行口座開設を行う犯罪の発生等を踏まえ、届出時までに養子縁組等を3回以上行っている場合など、虚偽の養子縁組と疑われる届出については、日本国政府に照会するよう、法務省が市区町村に通達[34]。

## 統一的な身分証明書としての実用性
住民基本台帳カードについては、使い道があまり無いのが難点（住基ネットを利用する手続・方法、住基ネットに対する問題提起を参照）と言う指摘がある。だが、これまで日本における公的機関が発行した、証明写真付きの身分証明書としては、運転免許証や日本国旅券が一般的であった。
特に、モータリゼーションの発達に伴い、年齢・性別・居住地に関わらず、国民の大多数が運転免許証を取得するようになり、身分証明書と言えば『運転免許証である』といった「常識」ができあがっており、また近年、個人情報の確認を必要とする状況が、公的機関はもとより、銀行取引や荷物の受け取り、レンタルビデオ店での登録など様々に増加し、証明写真付きの本人確認が必要とされる状況が増えるにつれ、これらを持たない人々が、不自由を強いられる状況が増えてきた。
そのような中、住民基本台帳カードによって住民基本台帳に登録されている者（=住民登録されている日本国民）なら、誰もが安価に容易に取得できる身分証明書を得られることになり、発行を評価する声もある（身分証明書を参照）。
また、在日米軍基地の一般公開時の本人確認においては、2007年以降（都道府県による。本籍欄の廃止は2010年）に交付された運転免許証では本籍欄がないため、国籍の確認ができない。そのため、日本国旅券あるいは顔写真付きの住民基本台帳カードを所持していないと、入場出来ない様になっている（厚木基地・横須賀基地など。横田基地においては、警視庁から運転免許証確認リーダーを借用して本籍を確認するので入場できる）。
ただ、カードの券面上には固有番号の記述が一切ない（住民票コードそのものなので表記できない）。このため受け付ける側で「身分証明書の番号を書き控える」ことが決められている場合、担当者が混乱したり拒否される（別の身分証明書を求められる）事例が起きている。
一例として、配達時不在の書留や小包等の郵便物を郵便局窓口で受け取る場合や、自宅において本人限定受取郵便を受け取る場合があげられる。これは局員向けのマニュアルには、身分証明書として住民基本台帳カード単体でも身分証明として認めているにも関わらず、他の身分証明とひとくくりに「所持者の許可を受けた上で、提示された身分証明書の番号を書き控える」と記載されているためである。
これも、ゆうゆう窓口の場合は局内で確認を取って柔軟に対応されることが多いが、配達員の場合は相当混乱し、別の証明書を要求されたり受け渡さず一旦持ち帰るようなことも起きた（なお本人限定郵便の郵便局窓口での受け取り時においては、複写機の設備がある場合は複写を取られるので、比較的混乱が少ない）。そのため郵便局員2人が同時に確認を行うように取り決めた郵便局もある。
しかしながら、前述の不正使用が原因となり、本人確認のために身分証明書を求める事業者によっては、写真付きであっても住民基本台帳カードを身分証明書として認めていないケースが増えてきた。一例としては、楽天銀行やじぶん銀行、大阪府信用金庫協会加盟の信用金庫、消費者金融（大手銀行のカードローンも含む）などのような金融機関や、ソフトバンクモバイルのような移動体通信事業者である。
大阪府の信用金庫については、偽造された住基カードを用いて不正に作成された口座が売買され、特殊詐欺に使用されたという経緯から、住民基本台帳カードを提示した際はもう一点他の確認書類がないと口座開設を認めないと公式に発表している。
ソフトバンクモバイルにおいては、一時期、住民基本台帳カードを本人確認書類として認めていなかった時期があり、これよって、当時これを用いて契約した者であっても、現在において認めているパスポートや運転免許証を持たない場合には、解約や料金プランなどの手続きが一切行えずトラブルとなっている。その後、プリペイド式携帯電話のみではあるが、2009年（平成21年）4月20日以後に発行された写真・QRコードが添付されたカードであれば、他の公的証明書の書類と一緒に提出すれば、確認書類とみなす場合もあるように改善された。
また金券ショップ、リサイクルショップの換金や、消費者金融の新規口座開設に際し、住基カード、ないしはマイナンバーカードが、写真付きであっても公的機関発行証明書と認められない場合もある。
即日発行がそもそもなされない自治体もあるが、即日発行ができるのは、本人が直接申請に出向き、運転免許証・パスポート・身体障害者手帳や健康保険証、年金手帳など複数の身分証明書を提示した場合などに限られている。また申請した事実確認が後日、自宅宛に郵送される。
申請を法定代理人や任意依頼人に委任する場合は、当日発行はされない。後日郵送されてくる照会書を持参して受け取るが、任意代理人による申請は必ず本人が受け取る必要がある。また、病気入院他でやむを得ない事情があって、市区役所・町村役場に直接来られない時などは、医療機関への確認や本人への意思確認が行われる。その後、郵送される通知書兼照会書（委任状付き）を持参し、代理人の本人確認ができる公的機関の身分証明書を提示して受け渡される。
なお、プライバシー保護のための暗証番号（任意数字4桁）は本人が設定するものであり、これも代理人による受け取りが原則できない理由の一つである（受け取りが代理人の場合には、シール等で回答書の中が見えないように対策されている）。

## 住民基本台帳カードの分類
インタフェースはコンビ型と非接触型の2種類であり、カードOSはJavaカード、MULTOS、独自（または非公開）の3種類がある。メモリは32KByteが多い。暗号はRSA・トリプルDESの他にAESや楕円暗号をサポートしたカードがある。安全性（耐タンパ性）についての情報は少ない。

### コンビ型

#### 独自or非公開（コンビ型）
- NTTデータ Xaica-α XA-NT1-H2014
  - 機能面：コンビ型、DES・T-DES・AES・RSA
  - 安全性：「ICチップは、ISO/IEC 15408 EAL4+の認証取得済」[40]
  - 導入自治体
    - 群馬県：渋川市・榛名町・群馬町・玉村町・新田町
    - 宮城県：亘理町・利府町
- 凸版印刷 Smartics-AD
  - 機能面：コンビ型、EEPROM32KByte、DES・トリプルDES・RSA・AES
  - 導入自治体
    - 群馬県：沼田市・富岡市
    - 栃木県：鹿沼市
    - 静岡県：裾野市
    - 愛知県：大府市、一宮市
    - 三重県：伊賀市
    - 大阪府：貝塚市
    - 兵庫県：尼崎市
    - 宮城県：古川市・名取市・多賀城市・柴田町・大和町・富谷町・矢本町
    - 島根県：益田市
    - 福岡県：柳川市・八女市・宇美町・新宮町・中間市・筑紫野市・須恵町・前原市
    - 鹿児島県：上屋久町
- 日立マクセル コンビタイプICカード IE-32（MU2）
  - 機能面：コンビ型、32KByte、トリプルDES・RSA
  - 導入自治体
    - 福岡県：那珂川市
- 共同印刷 KDカード MC3200G-JK
  - 機能面：コンビ型
- 王子製紙 PRINCE CARD JUKI MODEL II
  - 機能面：コンビ型
- NTTコミュニケーションズ eLWISE（1Mb） cc（LSI：sharp）
  - 機能面：コンビ型、16bitCPU、ROM8KByte、RAM8KByte、FLASH1MByte、DES・T-DES・RSA（1024-1152bit）・楕円暗号（160-256bit）・ESIGN（1152bit）等
  - 導入自治体
    - 北海道：滝川市
    - 群馬県：前橋市・桐生市・伊勢崎市・太田市・館林市・藤岡市・安中市・大胡町・宮城村・粕川村・松井田町・境町・大泉町
    - 宮城県：角田市
    - 千葉県：浦安市・市川市・松戸市・船橋市・習志野市・市原市・八千代市
    - 福岡県：福岡市・苅田町・甘木市・福間町
- NTTコミュニケーションズ eLWISE（512kb） E16R05N
  - 機能面：フラッシュが512Kbyte
  - 導入自治体
    - 北海道：札幌市
    - 宮城県：仙台市
    - 群馬県：北橘村・赤城村・富士見村・新里村・黒保根村・（勢）東村・倉渕村・箕郷町・子持村・小野上村・伊香保町・榛東村・吉岡町・新町・鬼石町・吉井町・上野村・神流町・妙義町・下仁田町・南牧村・甘楽町・中之条町・（吾）東村・吾妻町・長野原町・嬬恋村・草津町・六合村・高山村・白沢村・利根村・片品村・川場村・月夜野町・水上町・新治村・昭和村・赤堀町・（佐）東村・尾島町・藪塚本町・笠懸町・大間々町・板倉町・明和町・千代田町・邑楽町
    - 宮城県：仙台市・塩竈市・白石市・岩沼市・蔵王町・七ヶ宿町・大河原町・村田町・川崎町・丸森町・山元町・松島町・七ヶ浜町・大郷町・大衡村・色麻町・加美町・松山町・三本木町・鹿島台町・岩出山町・鳴子町・涌谷町・田尻町・小牛田町・南郷町・築館町・若柳町・栗駒町・高清水町・一迫町・瀬峰町・鶯沢町・金成町・志波姫町・花山村・迫町・登米町・東和町・中田町・豊里町・米山町・石越町・南方町・河北町・雄勝町・河南町・桃生町・鳴瀬町・北上町・女川町・牡鹿町・志津川町・津山町・本吉町・唐桑町・歌津町
    - 秋田県：全25市町村
    - 神奈川県：川崎市・横浜市
    - 愛知県：東海市・岡崎市・豊明市
    - 岐阜県：高山市
    - 奈良県：広陵町
    - 大阪府：大阪市
    - 京都府：京都市
    - 和歌山県：和歌山市
    - 福岡県：北九州市・岡垣町・直方市・行橋市・筑後市・田川市

#### MULTOSカード
- 日立製作所 MULTOSデュアルウェイカード HT-2998-H1B3DJ
  - 機能面：コンビ型、MULTOSカード
  - 安全性：ITSEC E6の認定を受けたMULTOSカードをベースに開発されている
  - 導入自治体
    - 群馬県：高崎市
    - 福岡県：久留米市・豊前市・太宰府市
    - 宮城県：石巻市・気仙沼市
- 日立製作所 MULTOSデュアルウェイカード HML48C256HRXB
  - 機能面：コンビ型
  - 導入自治体
    - 岡山県：新見市
- 大日本印刷 MULTOS 2WAYアクセスカード（LSI：AE45X-b 4.032Xb）
  - 機能面：コンビ型、16bit CPU、36KByte、DES・トリプルDES・SHA-1・RSA、MULTOS 4.0
  - 安全性：ITSEC Granted（CESG）

### 非接触

#### Javaカード
- パナソニック BN-1M2N004A1（LSI：MN103S41H）
  - 機能面：32bitRISC CPU、ROM160KByte、RAM12KByte、EEPROM32KByte、RSA（1024bit）・楕円暗号（224bit）・DES・トリプルDES・AES、JavaCard 2.1.1・カードマネジャ（住民基本台帳カード仕様CM）
  - 安全性：「セキュリティは業界最高水準」[41]
  - 導入自治体
    - 島根県：出雲市、安来市
- 東芝 TOSMART CQ-3006
  - 機能面：独自16bitCPU、ROM128KByte、RAM4KByte、不揮発メモリ32KByte、DES・RSA、JavaCard2.1.1
  - 安全性：ISO/IEC15408に基づいたチップとファームの評価は今後の課題[42]
  - 導入自治体
    - 大阪府：東大阪市

#### 独自or非公開（非接触）
- 小林記録紙 住民基本台帳カード JKD-001-01

  - 導入自治体
    - 福岡県：飯塚市
    - 島根県：松江市、浜田市、大田市
- トッパン・フォームズ アガスティアT1 TFN-T1-002

  - 福岡県：篠栗町・粕屋町
- 王子製紙 PRINCE CARD JUKI MODEL I
- 富士通 JF216a 0131411

## ベンダ
非接触ICカード普及センター（CLIC）による非接触ICカードとリーダライタの互換性試験結果によると、ICカードベンダには次の7社がある。
- NTTコミュニケーションズ（E16R10N、E16R05N） コンビ
- NTTデータ（Xaica-α） コンビ
- 東芝（CQ-3006） 非接触
- 日立製作所（HT-2998-H1B3DJ） コンビ
- パナソニック（BN-1M2N004A1） 非接触
- マクセル精器（IE-32（MU2）JUKI） コンビ
- 凸版印刷（Smartics-AD） コンビ

一部の市町村では、公的個人認証サービスの利用に必要となるICカードリーダライタを知らせるために調達したカードの型名を公開している。次のカードがある。
- eLWISE（1Mb） E16R10N NTTコミュニケーションズ
- eLWISE（512kb） E16R05N NTTコミュニケーションズ
- Xaica-α XA-NT1-H2014 NTTデータ
- Smartics-AD 凸版印刷
- MULTOSデュアルウェイカード HT-2998-H1B3DJ 日立製作所
- MULTOSデュアルウェイカード HML48C256HRXB 日立製作所 コンビ
- コンビタイプICカード IE-32（MU2） JUKI マクセル精器
- Panasonic住基カード BN-1M2N004A1 パナソニック（非接触）
- TOSMART CQ-3006 東芝（非接触）
- KDカード MC3200G-JK 共同印刷
- 住基カード JKD-001-01 小林記録紙（非接触）
- PRINCE CARD JUKI MODEL II 王子製紙
- MULTOS 2WAYアクセスカード 大日本印刷
- アガスティアT1 TFN-T1-002 トッパン・フォームズ（非接触）
- PRINCE CARD JUKI MODEL I 王子製紙（非接触）
- JF216a 0131411 富士通